# Кадиллак Долана (фильм)
«Кадиллак Долана» (англ. Dolan's Cadillac) — американский фильм режиссёра Джеффа Бисли. Премьера в мире состоялась 1 июля 2009 года. Триллер, снятый по одноименному рассказу Стивена Кинга из сборника «Ночные кошмары и фантастические видения».

## Сюжет
Экранизация повествует о жене учителя Робинсона, которая согласилась свидетельствовать в суде против босса мафии, однако её взрывают в своей машине, а бандиты уходят от наказания. Робинсон поклялся отомстить им и в течение семи лет разрабатывал план мести, который однажды едва не стоил ему жизни. Устроившись на работу дорожным рабочим, Робинсон наконец воплощает в жизнь тщательно разработанный им план. Он разбирает часть дорожного полотна, выкопав на этом месте яму-ловушку. Долан, вместе со своим телохранителем и шофером попадают в неё.

## В ролях
| Актёр            | Роль                         |
| ---------------- | ---------------------------- |
| Кристиан Слейтер | Джимми Долан                 |
| Эммануэль Вожье  | Элизабет Робинсон            |
| Уэс Бентли       | Том Робинсон                 |
| Грег Брайк       | «Шеф» (телохранитель Долана) |
| Эйдан Дивайн     | Роман                        |
| Эл Сапиенца      | Флетчер                      |
| Карен ЛеБланк    | Дельта                       |
| Эми Матисио      | Эми                          |